# شريف عامر
شريف عامر مذيع مصري، ومقدم البرنامج الحواري اليومي في قناة إم بي سي مصر. كان ضمن المجموعة الأولى من المذيعين والإعلاميين الشباب الذين تمرسوا واكتسبوا مهارات العمل الاعلامي والصحفي على يد أساتذة من كبار الإذاعيين والتليفزيونيين المصريين كصلاح زكي، وعبد الوهاب قتايه، وحسن حامد. اكتسب مهارات التقديم التليفزيوني، والتحرير الأخباري، والاعداد التليفزيوني، على يد هؤلاء الاساتذه، فتم اختياره لإطلاق انجح المشروعات الاعلامية المصرية في بداية التسعينات مثل قناة النيل الدولية، وقناة النيل للأخبار، وهي مشروعات تأثرت سلبا بسبب تغير سياسات إدارتها، ومغادرة كوادرها للعمل في قنوات عربية ودولية. مزج شريف عامر بين هذه التجربة التليفزيونية وخبرات صحفية تمثلت في عمله محررًا مترجمًا في أهم المؤسسات الصحفية، وأعرقها مثل مجلة روز اليوسف، وصحيفة العالم اليوم، ومجلة كل الناس مع عدد من اساتذة الصحافة المصريين الكبار. مع بداية عام 2001، اتجه شريف عامر إلى قناة MBC ليتولى منصب مدير البرامج لمكتب القاهرة عمل لفترة فيها ثم انتقل بعد ذلك إلى الولايات المتحدة الأمريكية وعمل في قناة الحرة الإخبارية لأربع سنوات تولى خلالها تقديم وإعداد برنامج ساعة حرة وهو أشهر وأنجح برامج القناة.عاد بعد ذلك إلى القاهرة للعمل في برنامج الحياة اليوم على شاشة قناة الحياة، والتي نجحت في أن تكون الشاشة المصرية الخاصة الأولى على المستوى المصري، والقناة المصرية الوحيدة التي يتم الاعتراف بنسب مشاهدتها دوليا من خلال دراسة لجامعة ولاية مريلاند الأمريكية عام 2010. كما يحتل برنامجه مراكز متقدمة في قائمة البرامج الليلية المعروفة باسم «التوك شو» بشكل متواصل من بداية عام 2010.
كان الإعلامي المصري الوحيد الذي أتيح له ولبرنامجه الحياة اليوم أن يبث على الهواء مباشرة من مقر قناة CNN في الولايات المتحدة. 
تم اختياره الوجه الإعلامي الأكثر مصداقية ضمن الإعلاميين المصريين من الرجال خلال تغطية أحداث ثورة 25 يناير 2011م. وكان صاحب اللقاء التليفزيوني العربي الأول مع وزيرة الخارجية والمرشحة الرئاسية سابقا هيلاري كلينتون، وحاز على الحوار العربي الأول مع الرئيس التونسي منصف المرزوقي بعد اسبوع واحد من توليه السلطة.
كان أول المراسلين الذين تابعوا ونقلوا لقناة النيل للأخبار احداث الانتفاضة الفلسطينية الثانية من اراضي فلسطين، والانتخابات الرئاسية الفلسطينية، واجراء الحوارات التليفزيونية مع كل من الرئيس الفلسطيني محمود عباس والزعيم الفلسطيني الراحل ياسر عرفات.
قام بأطول ساعات من التغطية على الهواء مباشرة لأكثر من 12 ساعة متواصلة لكل من الأحداث التالية؛
- أحداث الحادي عشر من سبتمبر في الولايات المتحدة عام 2001
- الانتخابات الرئاسية الأمريكية 2004، 2008.
حصل على عدد من الجوائز الإعلامية عن أعماله التسجيلية في الأراضي الفلسطينية مثل «القدس خارج نشرات الاخبار»، و«الحائط».
ويعتبر شريف عامر من أفضل مقدمي برامج التوك شو في جمهورية مصر العربيه،الان يقدم برنامج "يحدث في مصر"علي ام بي سي مصر 

## وصلات خارجية
- شريف عامر على موقع الدهليز
- شريف عامر على موقع قاعدة بيانات الأفلام العربية